# شونجی کاسوگا
شونجی کاسوگا (به ژاپنی: 春日 俊二 かすが しゅんじ) ۱۴ ژوئن ۱۹۲۱ – مرگ نامشخص، او یک بازیگر ژاپنی است.
از فیلم‌ها یا برنامه‌های تلویزیونی که وی در آن نقش داشته است می‌توان به ۱۳ آدم‌کش (فیلم ۱۹۶۳) در نقش «هیوکی یاسوکیچی» (日置八十吉) یک بازرس. ۲۳ ساله اشاره کرد.